# Anneau de mors
Ne doit pas être confondu avec Mors (équitation).

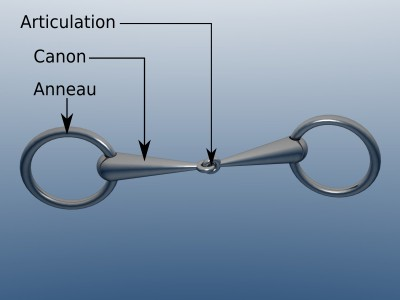
Position de l'anneau de mors

L'anneau de mors est l'anneau situé sur le côté du mors d'un cheval, en particulier le mors de filet. Il est utilisé comme point d'ancrage sur les joues du cheval entre la bride et les rênes. Il a également un effet sur l'action du mors. La conception de l'anneau est donc à considérer lors du choix d'un mors pour un cheval.
Il existe différentes formes d'anneaux. Il y a aussi des différences dans la popularité d'un modèle donné d'une discipline à l'autre et d'une région géographique à l'autre.